# Anatemnus pugilatorius
Anatemnus pugilatorius är en spindeldjursart som beskrevs av Beier 1965. Anatemnus pugilatorius ingår i släktet Anatemnus och familjen Atemnidae. Inga underarter finns listade i Catalogue of Life.